# جمال‌الدین منبری
جمال الدین منبری (زادهٔ ۱۳۳۹ در تهران) خواننده و آهنگساز ایرانی است.

## فراگیری موسیقی
منبری فراگیری موسیقی را از سال ۱۳۵۵ آغاز کرد. او زیر نظر استادانی مانند محمدرضا شجریان، فرامرز پایور، رامبد صدیف، حسین دهلوی، علیرضا مشایخی، محمد سریر، حسن ریاحی و محمد اسماعیلی نوازندگی سنتور و تنبک، آواز، و دروس نظری موسیقی را فراگرفت.

## تحصیلات
آخرین مدرک او بعد از کارشناسی موسیقی، درجه‌دو هنریِ ارزشیابی هنرمندان (معادل فوق لیسانس) است.

## فعالیت‌های آموزشی موسیقی
منبری در هنرستان موسیقی دختران تهران، مؤسسهٔ دانشگاهیِ رسام هنر (جهاد دانشگاهی)، مرکز آموزش فرهنگ و هنر واحد ۴ تهران، مرکز آموزش حین خدمت فرهنگیان (دارالفنون و شهید رجایی)، کلاسهای عمومی و تخصصی موسیقی برای تهیه‌کنندگان رادیو، دانشکدهٔ هنر و معماری دانشگاه آزاد، دانشگاه صدا و سیما و… سابقهٔ تدریس دارد. همچنین، کارگاه‌های آموزشیِ مختلفی در بعضی شهرستان‌ها برگزار کرده‌است.

## آثار
از منبری آثار گوناگون در زمینهٔ آهنگسازی و خوانندگی رادیو و تلویزیون و وزارت فرهنگ و ارشاد اسلامی به‌صورت کنسرت و آلبوم موجود است. بعضی از تنظیم‌ها و آهنگسازی‌های منبری با صدای خود او و نیز خوانندگان دیگری مانند حسام‌الدین سراج، محمد معتمدی و غلامحسین اشرفی به ضبط رسیده‌ است.

### به‌عنوان خواننده
- ارکستر مضرابی به رهبری حسین دهلوی (به‌صورت دی‌وی‌دی، از مؤسسهٔ فرهنگی-هنریِ ماهور)
- قرار به آهنگسازی همایون رحیمیان، محمد سریر و جمال‌الدین منبری (به صورت کاست، از انتشارات سروش)
- نیاز ابدی به آهنگسازی مهرداد دلنوازی (به صورت کاست از انتشارات خوش‌نوا)[۳]
- آیینهٔ سحر (به صورت کاست)
- تک‌آهنگ «بی تو به سر نمی‌شود» به آهنگسازی همایون رحیمیان و شعر مولوی و اجرای ارکستر سمفونیک.
- تیتراژ پایانی مجموعه تلویزیونی عکاسخانه به آهنگسازی امید سیاره.

### به‌عنوان آهنگساز
- گریهٔ بی‌بهانه با صدای سید حسام‌الدین سراج (به صورت سی‌دی، از انتشارات سروش)
- ناز لیلی با صدای مهدی حبیبی (به صورت سی‌دی، از انتشارات سروش)
- تک‌آهنگ «باغ آشنایی» با صدای سید حسام‌الدین سراج و شعر مهرنوش اصلی.

## اجرای صحنه
منبری کنسرت‌های متعددی در داخل و خارج از کشور داشته که می‌توان به اجراهای او با ارکستر سمفونیک تهران و ارکستر سمفونیک صداوسیما با رهبری هنرمندانی همچون فریدون ناصری، محمد بیگلری‌پور، نادر مرتضی‌پور، منوچهر صهبایی، و ارکستر بزرگ مضرابی به رهبری حسین دهلوی، ارکستر ملی ایران به رهبری فرهاد فخرالدینی، و ارکسترهای دیگری در قالب موسیقی دستگاهیِ ایرانی با همکاری هنرمندانی همچون سعید ثابت و مهرداد دلنوازی اشاره داشت.

## فعالیت‌ها در صدا و سیما
از سوابق دیگرِ منبری می‌توان به مدیریت ارکسترهای صدا و سیما، مدیریت تولید و مدیریت آموزش و پژوهش در رادیو و تلویزیون یاد کرد. او در حال حاضر به‌عنوان کارشناس ارشد، مدرس موسیقی، آهنگساز، نوازنده، و خواننده مشغول فعالیت است. همچنین، یکی از متولیان انجمن آهنگسازان و خوانندگان جوان در صداوسیما از سال ۱۳۷۵ تا ۱۳۷۸ است.